# 191
| Calendário gregoriano                                                        | 191 CXCI                        |
| Ab urbe condita                                                              | 944                             |
| Calendário arménio                                                           | -361 – -360                     |
| Calendário bahá'í                                                            | -1653 – -1652                   |
| Calendário budista                                                           | 735                             |
| Calendário chinês                                                            | 2887 – 2888                     |
| Calendário copta                                                             | -93 – -92                       |
| Calendário etíope                                                            | 183 – 184                       |
| Calendários hindus - Vikram Samvat - Calendário nacional indiano - Cáli Iuga | 246 – 247 112 – 113 3291 – 3292 |
| Calendário Holoceno                                                          | 10191                           |
| Calendário islâmico                                                          | 444 BH – 443 BH                 |
| Calendário judaico                                                           | 3951 – 3952                     |
| Calendário persa                                                             | 431 BP – 430 BP                 |
| Calendário rúnico                                                            | 441                             |
| Calendário solar tailandês                                                   | 734                             |

| Calendário gregoriano                                                        | 191 CXCI                        |
| Ab urbe condita                                                              | 944                             |
| Calendário arménio                                                           | -361 – -360                     |
| Calendário bahá'í                                                            | -1653 – -1652                   |
| Calendário budista                                                           | 735                             |
| Calendário chinês                                                            | 2887 – 2888                     |
| Calendário copta                                                             | -93 – -92                       |
| Calendário etíope                                                            | 183 – 184                       |
| Calendários hindus - Vikram Samvat - Calendário nacional indiano - Cáli Iuga | 246 – 247 112 – 113 3291 – 3292 |
| Calendário Holoceno                                                          | 10191                           |
| Calendário islâmico                                                          | 444 BH – 443 BH                 |
| Calendário judaico                                                           | 3951 – 3952                     |
| Calendário persa                                                             | 431 BP – 430 BP                 |
| Calendário rúnico                                                            | 441                             |
| Calendário solar tailandês                                                   | 734                             |

191 (CXCI na numeração romana) foi um ano comum do século II do Calendário Juliano, da Era de Cristo, a sua letra dominical foi C (52 semanas), teve início e fim numa sexta-feira.
| Ano completo                       |
| ---------------------------------- |
| Ano comum com início à sexta-feira |

## Eventos
- 22 de janeiro - nascimento do primeiro cavalo albino registrado na história[1]

1. ↑  «Albinismo - Saúde Animal - saúde, prevenção, manejo e criação.». Saúde Animal - saúde, prevenção, manejo e criação. 17 de novembro de 2015